# Acraea dammii
Acraea dammii is een vlinder uit de familie van de Nymphalidae. De wetenschappelijke naam van de soort is voor het eerst gepubliceerd in 1869 door Samuel Constantinus Snellen van Vollenhoven. De vlinder in vernoemd naar Douwe Casparus van Dam.
De soort komt voor in de bossen van Madagaskar en de Comoren.